# A Slight Case of Overbombing
A Slight Case of Overbombing är ett samlingsalbum av The Sisters of Mercy och släpptes 1993.

## Låtlista
1. "Under the Gun" (music: Hughes; lyrics: Seeman/Eldritch) – 5:41
2. "Temple of Love (1992)" (Eldritch) – 8:07
3. "Vision Thing (Canadian Club Remix)" (Eldritch) – 7:33
4. "Detonation Boulevard" (Eldritch/Bruhn) – 3:48
5. "Doctor Jeep (radio edit)" (Eldritch/Bruhn)– 3:00
6. "More" (Eldritch/Steinman) – 8:23
7. "Lucretia My Reflection (extended)" (Eldritch) – 8:43
8. "Dominion"/"Mother Russia" (Eldritch) – 7:01
9. "This Corrosion" (Eldritch) – 10:15
10. "No Time to Cry" (music: Adams/Marx/Hussey; lyrics: Eldritch) – 3:56
11. "Walk Away" (music: Hussey; lyrics: Eldritch) – 3:22
12. "Body and Soul" (Eldritch) – 3:34